# What’s My Name? (Miyavi-album)
A What’s My Name? Miyavi japán rockzenész hetedik stúdióalbuma, mely 2010. október 13-án jelent meg. A lemez 26. helyezett volt az Oriconon és 33. a Billboard Japan slágerlistáján.

## Háttér
2009-ben Miyavi megvált korábbi kiadójától, a PS Companytól és saját céget alapított J-Glam néven, majd decemberben szerződést írt alá az EMI Music Japannel. 2010. március 10-én az EMI digitális kislemezként kiadta a Survive című dalt iTuneson. Szeptember 15-én megjelent Torture című kislemeze, melyet októberben What’s My Name? című albuma követett.
2011 márciusában What's My Name? turnéja keretében számos városban fellépett Európában. Ezt japán turné követte, szeptemberben pedig Kínában, a Mount Taishan MAO Rock Festivalon játszott.

## Számlista
Az összes szám szerzője Miyavi. 
| 1.  | What's My Name?                          | 3:27 |
| 2.  | Torture                                  | 2:58 |
| 3.  | A-Ha                                     | 4:24 |
| 4.  | Chillin' Chillin' Money Blue$            | 3:01 |
| 5.  | I Love You, I Love You, I Love You, A... | 3:24 |
| 6.  | Moon                                     | 3:42 |
| 7.  | Gravity                                  | 5:59 |
| 8.  | Universe                                 | 3:48 |
| 9.  | Unbreakable                              | 3:59 |
| 10. | Shelter                                  | 3:17 |
| 11. | Super Hero (Album Ver.)                  | 4:58 |
| 12. | Szutekina mirai (すてきな みらい)        | 4:02 |
| 13. | Futuristic Love                          | 4:52 |
| 14. | Survive (Album Ver.)                     | 3:20 |